# معادله مکعبی
در ریاضیات به معادلات جبری به شکل  {\displaystyle ax^{3}+bx^{2}+cx+d=0}
با فرض  {\displaystyle a\neq 0} معادلهٔ درجهٔ سه گویند.
راه‌های متفاوتی برای حل معادلات درجه سه وجود دارد. طبق قضیه آبل-روفینی ریشهٔ تابع‌های جبری تا درجهٔ ۴ (و نه بالاتر) را همواره می‌توان به صورت جبری (یعنی به صورت فرمولی از توابع ساده مانند ریشهٔ دوم و سوم) یافت. همچنین ریشه‌ها را می‌توان به صورت مثلثاتی یافت. روش‌های عددی ریشه‌یابی، مانند روش نیوتن، نیز قابل استفاده هستند.

## تاریخچه
.معادلات درجه سوم توسط ریاضی‌دان یونان باستان، دیوفانت شناخته شده بود، پیش از ریاضی‌دانان بابِل که قادر به حل برخی معادلات درجه سوم بودند و نیز مصریان باستان. مسئله تضعیف مکعب ساده‌ترین و قدیمی‌ترین معادله درجه سوم مطالعه شده‌است که مصریان باستان حل آن را ناممکن می‌دانستند.

در قرن هفتم، منجم دودمان تانگ وانگ سیائوتونگ (Wang Xiaotong) توانست ۲۵ معادله درجه سوم به صورت {\displaystyle x^{3}+px^{2}+qx=N} را به دست آورد و حل کند. در ۲۳ تای آن‌ها  {\displaystyle p,q\neq 0} و در دوتای دیگر {\displaystyle q=0} بود.

در قرن یازدهم، خیام، ریاضی‌دان و شاعر ایرانی، به پیشرفت گسترده‌ای در نظریه معادلات درجه سوم دست یافت. وی ابتدا در مقاله‌ای که دربارهٔ این معادلات نوشت، بیان کرد که یک معادلهٔ درجه سوم می‌تواند بیش از یک ریشه داشته باشد. وی همچنین به یک جواب هندسی برای دسته‌ای از این معادلات دست یافت. در کتابی که بعدها نوشت وی معادلات درجه سوم را در حالت کلی طبقه‌بندی کرد و توانست جوابی عمومی با استفاده از مقاطع مخروطی ارائه کند.

در قرن ۱۲ام، یک ریاضی‌دان هندی (بهاسکارا) برای یافتن جواب این معادلات تلاش کرد که البته نتوانست به نتیجه‌ای عمومی دست یابد.

در قرن ۱۲ام، شرف‌الدین طوسی ریاضی‌دان ایرانی در کتاب المعادلات این مسئله را بررسی کرد. او ۸ نوع از این معادلات که جواب مثبت داشتند و ۵ نوع که ممکن است جواب مثبت نداشته باشند را بررسی نمود. او از روشی که بعدها به نام روش روفینی-هورنر شناخته شد برای حل عددی این معادلات استفاده کرد.

## ریشه‌های تابع درجه سوم
معادله درجه سوم در حالت کلی به شکل زیر است:
{\displaystyle ax^{3}+bx^{2}+cx+d=0}
که باید  {\displaystyle a\neq 0\,.} باشد.

### نوع ریشه‌ها
با یافتن عبارت
{\displaystyle \Delta =18abcd-4b^{3}d+b^{2}c^{2}-4ac^{3}-27a^{2}d^{2}\,}
می‌توان نوع ریشه‌های این معادله را معین کرد:
- اگر {\displaystyle \Delta >0} معادله سه ریشهٔ مجزای حقیقی دارد.
- اگر {\displaystyle \Delta =0\,} معادله یک ریشهٔ مضاعف دارد و ریشه‌ها همه حقیقی هستند.
- اگر {\displaystyle \Delta <0} معادله یک ریشهٔ حقیقی و دو ریشهٔ مختلط دارد.

### فرمول کلی ریشه‌ها
برای معادلهٔ
{\displaystyle ax^{3}+bx^{2}+cx+d=0}
فرمول کلی ریشه‌ها چنین است:
{\displaystyle x_{k}=-{\frac {1}{3a}}\left(b\ +\ u_{k}C\ +\ {\frac {\Delta _{0}}{u_{k}C}}\right)\ ,\qquad k\in \{1,2,3\}}
که در آن
{\displaystyle u_{1}=1\ ,\qquad u_{2}={-1+i{\sqrt {3}} \over 2}\ ,\qquad u_{3}={-1-i{\sqrt {3}} \over 2}}
ریشه‌های واحد (مختلط) هستند و نیز
{\displaystyle C={\sqrt[{3}]{\frac {\Delta _{1}+{\sqrt {\Delta _{1}^{2}-4\Delta _{0}^{3}}}}{2}}}\qquad \qquad {\color {white}.}}
{\displaystyle \Delta _{0}=b^{2}-3ac}
{\displaystyle \Delta _{1}=2b^{3}-9abc+27a^{2}d}
{\displaystyle \Delta _{1}^{2}-4\Delta _{0}^{3}=-27\,a^{2}\,\Delta \ ,}
هستند. عبارت {\displaystyle \Delta } نیز در ابتدای این بخش آورده شده‌است.

## حل معادله درجه سه به روش مشتق گیری[۱۱]
در این روش ابتدا باید معادله را به فرم استاندارد زیر در آوریم:
{\displaystyle x^{3}+ax^{2}+bx+c=0}
که در آن، ضریب {\displaystyle x^{3}} برابر با یک است و در سمت راست معادله، تنها صفر وجود دارد.
سپس طی مراحل زیر، ریشه های معادله را به دست می آوریم :
1) سمت چپ معادله را {\displaystyle y} می نامیم و سپس، ریشۀ مشتق دوم {\displaystyle y} را حساب کرده و آن را {\displaystyle x_{d}} می نامیم :
{\displaystyle y(x)=x^{3}+ax^{2}+bx+c}
{\displaystyle y''(x)=0\Rightarrow x=x_{d}}
2) {\displaystyle x_{d}} را در توابع {\displaystyle y} و {\displaystyle y'} قرار می دهیم و مقادیر {\displaystyle y_{d}} و {\displaystyle y'_{d}} را به دست می آوریم :
{\displaystyle y_{d}=y(x_{d}),y'_{d}=y'(x_{d})}
3) مقادیر {\displaystyle v} و {\displaystyle u} را به حساب می کنیم :
{\displaystyle v={-y_{d} \over 2},u={y'_{d} \over 3}}
4) سپس با استفاده از فرمول زیر، یکی از ریشه های معادله را به دست می آوریم :
{\displaystyle x_{1}=x_{d}+{\sqrt[{3}]{v+{\sqrt {v^{2}+u^{3}}}}}+{\sqrt[{3}]{v-{\sqrt {v^{2}+u^{3}}}}}}
5) پس از محاسبه ریشۀ اول معادله و ساده سازی آن، دو ریشۀ دیگر را با تقسیم معادلۀ اصلی بر ریشۀ اول و حل معادلۀ حاصل، می یابیم :
{\displaystyle {y(x) \over (x-x_{1})}=0\Rightarrow x_{2},x_{3}}